# Gruta da Canada da Prainha
A Gruta da Canada da Prainha é uma gruta portuguesa localizada na freguesia da Prainha, concelho de São Roque do Pico, ilha do Pico, arquipélago dos Açores.
Esta cavidade apresenta uma geomorfologia de origem vulcânica em forma de tubo de lava localizado em encosta.